# Jerif
Jerif este o comună din departamentul Néma, Regiunea Hodh Ech Chargui, Mauritania, cu o populație de 4.401 locuitori.